# Africa Star
La Estrella de África S.A. fue una empresa española, fundada en Ceuta en 1953, como Africa Star por la sociedad "Hijos de Joseph Damm", posteriormente absorbida por Alhambra y extinguida en 1992.

## Historia
Fundada en el barrio de El Tarajal de Ceuta en el año 1953, por Damm S.A. formado a su vez por las sociedades "Hijos de Joseph Damm", las posibilidades de esta empresa se redujeron con la independencia de Marruecos en 1956. Su producción y venta se mantuvieron en niveles modestos, hasta que cesó su actividad en 1992.
Sus principales marcas fueron:
- Leda
- Olsen
- Africa Star Pilsen

## Galería de imágenes

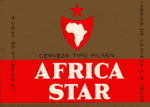
Etiqueta
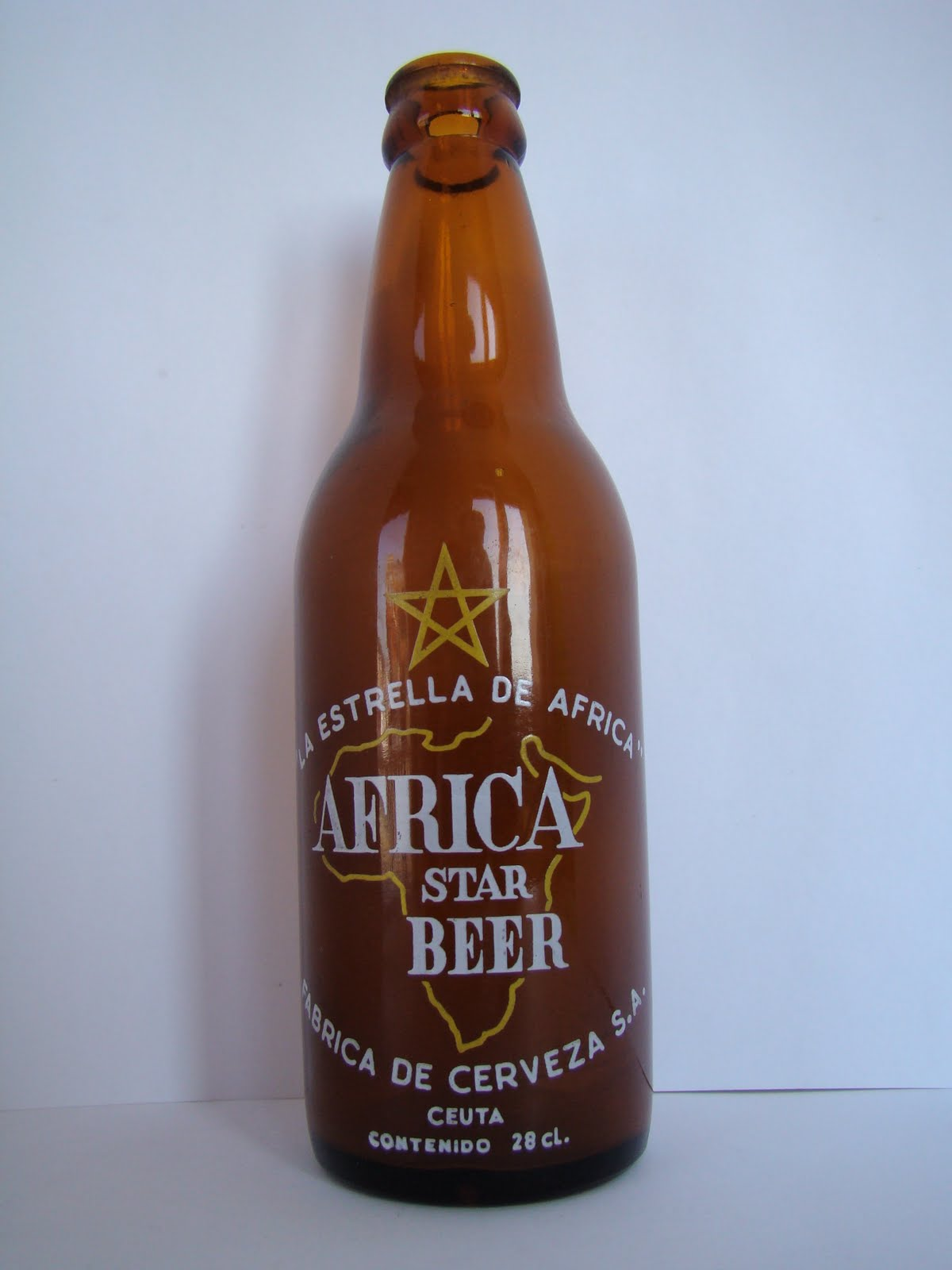
Botella Africa Star
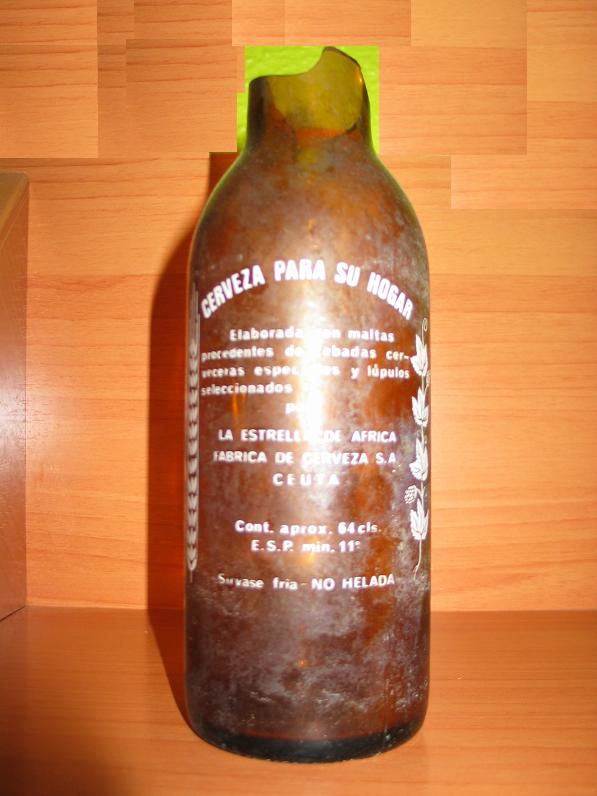
Reverso botella
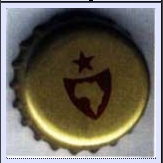
Chapa de Africa Star